# Kabinett Thabane II
Das Kabinett Thabane II war das von 2017 bis 2020 amtierende Kabinett in Lesotho. Es wurde von Thomas Thabane (All Basotho Convention, ABC) gebildet, der nach den Wahlen 2017 nach über zwei Jahren Unterbrechung zum zweiten Mal als Premierminister vereidigt wurde. Das Kabinett wurde am 23. Juni, teilweise auch am 14. Juli 2017 vereidigt und bestand aus 27 Ministern aus vier Parteien. Außerdem gehörten dem Kabinett acht Deputy Ministers an. Vizepräsident wurde Monyane Moleleki (Alliance of Democrats, AD). Das Kabinett löste das Kabinett Mosisili IV ab. Am 19. Mai 2020 wurde das Kabinett mit dem Rücktritt Thabanes aufgelöst und durch das Kabinett Majoro abgelöst.

## Kabinett
Dem Kabinett gehörten am 14. Juli 2017 die folgenden 27 Minister, darunter fünf Frauen, sowie Thabane und Moleleki an. Angegeben ist auch die jeweilige Parteizugehörigkeit. Tlohelang Aumane gehörte zum Zeitpunkt seiner Ernennung dem oppositionellen Democratic Congress an, gab jedoch an, zum AD übertreten zu wollen.
| Ministerium | Minister              | Geschlecht | Partei | Eintritt in Kabinett | Austritt                      |
| --- | --------------------- | ---------- | ------ | -------------------- | ----------------------------- |
| Prime Minister (Premierminister)                                                                                         | Thomas Thabane        | m          | ABC    | 2017*                |                               |
| Deputy Prime Minister, Parliamentary Affairs (Stellvertretender Premierminister, Parlamentsangelegenheiten)              | Monyane Moleleki      | m          | AD     | 2007**               |                               |
| Minister in the Prime Minister’s Office (Minister im Büro des Premierministers)                                          | Temeki Tšolo          | m          | ABC    | 2017*                |                               |
| Home Affairs (Innere Angelegenheiten)                                                                                    | Tsukutlane Au         | m          | AD     | 2015**               | 2019 Ressortwechsel           |
| Justice, Human Rights and Correctional Services (Gerichtswesen, Menschenrechte und Strafvollzug)                         | Mahali Phamotsi       | w          | AD     | 2015**               | 2018 Ressortwechsel           |
| Labour and Employment (Arbeit und Beschäftigung)                                                                         | Keketso Rantšo        | w          | RCL    | 2017                 |                               |
| Social Development (Soziale Entwicklung)                                                                                 | ’Matebatso Doti       | w          | ABC    | 2017                 | 2019 Entlassung               |
| Police and Public Safety (Polizei und Öffentliche Sicherheit)                                                            | ’Mampho Mokhele       | w          | ABC    | 2017                 |                               |
| Finance (Finanzen) | Moeketsi Majoro       | m          | ABC    | 2017                 |                               |
| Local Government and Chieftainship Affairs (Lokale Verwaltung und Angelegenheiten des traditionellen Herrschaftssystems) | Habofanoe Lehana      | m          | ABC    | 2017                 |                               |
| Water (Wasser) | Samyonyane Ntsekele   | m          | ABC    | 2017                 |                               |
| Forestry, Range and Soil Conservation (Forstwirtschaft, Natur- und Bodenschutz)                                          | Motlohi Maliehe       | m          | ABC    | 2017                 | 2018 Ressortwechsel           |
| Energy and Meteorology (Energie und Meteorologie)                                                                        | Mokoto Hloaele        | m          | AD     | 2015**               | 2019 Ressortwechsel           |
| Defence and National Security (Verteidigung und Nationale Sicherheit)                                                    | Sentje Lebona         | m          | ABC    | 2017                 | 2018                          |
| Public Works and Transport (Öffentliche Infrastruktur und Verkehr)                                                       | Lehlohonolo Moramotse | m          | ABC    | 2017                 | 2018                          |
| Public Service (Öffentlicher Dienst)                                                                                     | Theselo ’Maseribane   | m          | BNP    | 2017*                | 2018 Ressortwechsel           |
| Development Planning (Entwicklungsplanung)                                                                               | Tlohelang Aumane      | m          | DC/AD  | 2017                 |                               |
| Law and Constitutional Affairs (Rechtswesen und Verfassungsangelegenheiten)                                              | Lebohang Hlaele       | m          | ABC    | 2017                 | 2019 Entlassung               |
| Communications, Science and Technology (Kommunikation, Wissenschaft und Technologie)                                     | Joang Molapo          | m          | BNP    | 2017                 | 2019 Ressortwechsel           |
| Tourism, Environment and Culture (Tourismus, Umwelt und Kultur)                                                          | ’Mamotsie Motsie      | w          | ABC    | 2017                 | 2018 Ressortwechsel/Rücktritt |
| Gender, Youth and Sports (Gleichstellung, Jugend und Sport)                                                              | Kabelo Mafura         | m          | AD     | 2015**               | 2017 (Tod)                    |
| Foreign Affairs and International Relations (Äußere Angelegenheiten und internationale Beziehungen)                      | Lesego Makgothi       | m          | ABC    | 2017                 |                               |
| Education and Training (Erziehung und Ausbildung)                                                                        | Mokhele Moletsane     | m          | AD     | 2016**               | 2018 Ressortwechsel           |
| Small Business Development, Co-operatives and Marketing (Entwicklung von Kleingewerbe, Kooperativen und Vermarktung)     | Chalane Phori         | m          | ABC    | 2017                 |                               |
| Agriculture and Food Security (Landwirtschaft und Nahrungssicherheit)                                                    | Mahala Molapo         | m          | ABC    | 2017                 |                               |
| Health (Gesundheit) | Nyapane Kaya          | m          | ABC    | 2017                 | 2018                          |
| Trade and Industry (Handel und Industrie)                                                                                | Tefo Mapesela         | m          | ABC    | 2017                 |                               |
| Mining (Bergbau) | Keketso Sello         | m          | ABC    | 2017                 |                               |

*) gehörte bereits früher dem Kabinett an, Wiedereintritt. 
**) gehörte für wenige Monate vor Vereidigung des Kabinetts Thabane II nicht dem Kabinett an.

## Tod von Kabelo Mafura
Kabelo Mafura starb im Dezember 2017.

## Umbildungen am 15. Februar 2018
Mehrere Minister tauschten ihre Ressorts: ’Maseribane und Joang Molapo (beide BNP) sowie Maliehe und Motsie (beide ABC). Lehlohonolo Moramotse (ABC) wurde durch Maliehe Prince Maliehe (ABC, m) ersetzt, Nyapane Kaya (ABC) durch Nkaku Kabi (ABC, m). Mokhele Moletsane wurde Minister of Justice, Human Rights and Correctional Services, während Mahali Phamotse das vakante Ministerium Gender, Youth and Sports übernahm. Ntoi Rapapa – der Bruder von Samuel Rapapa (ABC) – wurde Minister of Education and Training (alle AD). Außerdem wurde der National Secret Service direkt dem Minister in the Prime Minister’s Office unterstellt.

## Entlassung und Rücktritte im August/September 2018
Motlohi Maliehe wurde wegen seiner Kritik an Thabane und dessen Frau mit Wirkung vom 14. August 2018 entlassen. Der Ministerposten blieb lange vakant.
’Mamotsie Motsie trat am 25. August 2018 aus gesundheitlichen Gründen zurück. Verteidigungsminister Sentje Lebona trat aus persönlichen Gründen am 14. September zurück, ’Mampho Mokhele war fortan kommissarisch auch für sein Ressort zuständig. Schließlich wurde es durch Tefo Mapesela besetzt.

## Umbildungen im Februar 2019
Im Februar 2019 tauschten die folgenden Minister auf Anordnung Thabanes ihre Ressorts: Semano Sekatle (seit Dezember 2018 ABC) und Joang Molapo sowie Tsukutlane Au und Mokoto Hloaele.
Am 18. Februar 2019 entließ Thabane die Minister Lebohang Hlaele – seinen Schwiegersohn – und ’Matebatso Doti, da sie vom Thabane-feindlichen Flügel gegen seinen Willen in das National Executive Committee der ABC gewählt worden waren.

## Umbildungen im Oktober 2019
Am 8. Oktober 2019 kehrten Lehlohonolo Moramotse als Minister of Police and Public Safety und Motlohi Maliehe (beide ABC) als Minister for Social Development in das Kabinett zurück.

## Entlassungen im April 2020
Am 3. April 2020 entließ Thabane die Minister Mapesela und Sello, die sich zusammen mit anderen Politikern für ein Misstrauensvotum gegen Thabane ausgesprochen hatten. Thabane selbst übernahm das Amt des Minister of Defence and National Security.